# Tournaisi
A tournaisi a kora karbon földtörténeti kor három korszaka közül az első, amely 358,9 ± 0,4 millió évvel ezelőtt (mya) kezdődött a devon időszak késő devon korának famenni korszaka után, és 346,7 ± 0,4 mya zárult a viséi korszak előtt.